# هریسی
هریسی (به لاتین: Hrísey) یک جزیره و روستا در ایسلند است که در منطقه نوردورلاند ایسترا واقع شده‌است. هریسی ۱۵۳ نفر جمعیت دارد.